# Chloraea membranacea
Chloraea membranacea es una especie de orquídea de hábito terrestre originaria de Sudamérica.

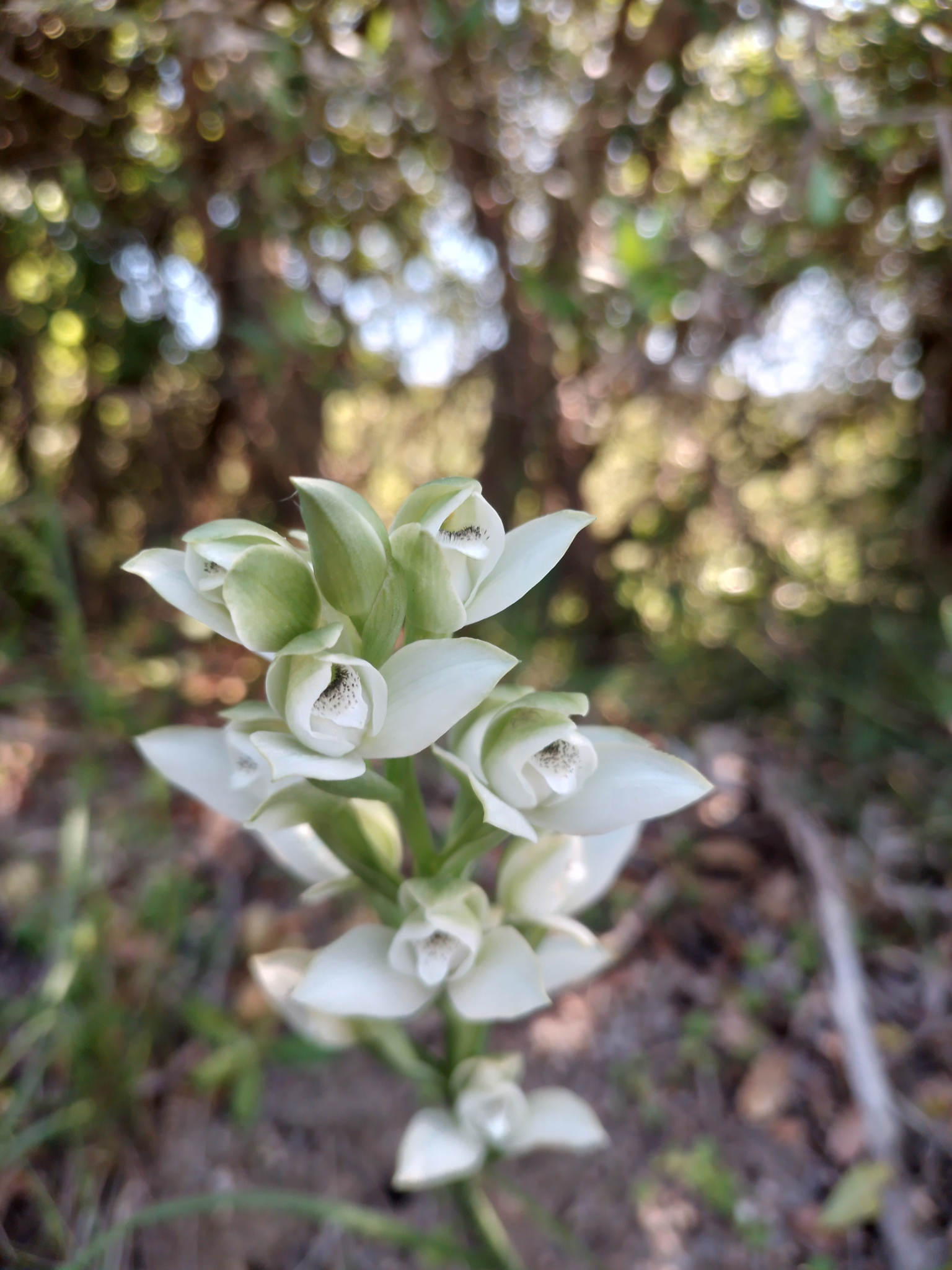
Foto de orquídea del talar. Foto tomada en Uruguay. Noviembre 2024.

## Descripción
Es una robusta orquídea de tamaño medio a grande que prefiere el clima fresco. Tiene hábito terrestre.  Las plantas tienen una roseta basal de 3-7 hojas lanceoladas que florece en la primavera en una inflorescencia erecta con 20  flores muy fragantes.

## Distribución
Se encuentra en el sur de Brasil, Uruguay, y en el centro-este de la Argentina, en pastizales húmedos, generalmente junto o bajo arboledas.

## Sinonimia
- Chloraea membranacea var. paranaensis Schltr., Repert. Spec. Nov. Regni Veg. 23: 33 (1926)[2]